# Orphnus senegalensis
Orphnus senegalensis är en skalbaggsart som beskrevs av François Louis Nompar de Caumont de Laporte 1832. Orphnus senegalensis ingår i släktet Orphnus och familjen Orphnidae. Inga underarter finns listade i Catalogue of Life.